# Canoa (parroquia)
Canoa es un pueblo costero ubicado en el cantón San Vicente, en la provincia de Manabí, Ecuador.

## Historia
Los españoles habrían encontrado un poblado en la actual zona de la parroquia, conocida presuntamente con el nombre de Pantagua, cuyos habitantes originarios habrían escapado hacia las montañas. En 1638 habría sido refundada por los españoles con el nombre de San Andrés de Canoa, junto a los nativos que regresaron a la localidad y una misión jesuita. Sería establecida como parroquia dentro de la provincia de Manabí en 1897 y pasaría a formar parte del cantón Sucre entre 1907 y 1999 en que pasa a formar parte de la jurisdicción del cantón San Vicente.

## Geografía
Canoa se ubica al norte de Bahía de Caraquez y San Vicente, compartiendo el mismo perfil costanero, entre los estuarios de los ríos Briceño y Canoa. La altitud máxima de la zona es de 303 metros sobre el nivel del mar. Limita por el norte con el cantón Jama, por el sur con la ciudad de San Vicente, por el este con la parroquia San Isidro del cantón Sucre y por el oeste con el Océano Pacífico. Su clima es de tipo cálido húmedo entre diciembre y abril y cálido seco el resto del año.
Para acceder a la parroquia por vía terrestre desde Quito o Guayaquil, se puede seguir la denominada Ruta del Spondylus (Autopista E15 Troncal del Pacífico). Por vía aérea se puede acortar el camino desde las principales ciudades de Ecuador a través del aeropuerto de Manta.

## Organización Territorial
El Gobierno Autónomo Descentralizado o Junta Parroquial de Canoa es el principal ente administrativo de la localidad, misma que trabaja en conjunto con el GAD cantonal de San Vicente y el GAD provincial de Manabí. 
A su vez, la parroquia está conformada por las siguientes comunas:
Briceño, Nuevo Briceño, La Unión, El Achiote, Chita, Palo Amarillo, Río Canoa, Ambache, El Pital, Barlomí Chico, Cascano, Montabuy, Aguafría, Tutumbe, Río Mariano, El Remojo, Camarones, Tatiquigua, San Pablo, La Humedad, Murachi, San Francisco, Boca de Piquigua, La Mila, Zapallo, Río Muchacho, Tabuchila, Tabuchila Adentro, Valle de Hacha, Santo Tomás, El Cabo, Muyuyal, Rambuche, La Badea y Cabuyal.

## Turismo
Las playas de la localidad, así como su gastronomía típica de la provincia de Manabí, constituyen la principal fuente de ingresos de Canoa. También se practican deportes como surf, parabelismo y alas delta.
Forma parte de la Ruta del Sol , que a su vez es parte de la Ruta Spondylus de la región litoral del Ecuador.